# Angostura (kommun i Colombia, Antioquia, lat 6,87, long -75,33)
Angostura är en kommun i Colombia.   Den ligger i departementet Antioquía, i den nordvästra delen av landet, 290 km nordväst om huvudstaden Bogotá. Antalet invånare är 12 519. Arean är 387 kvadratkilometer.
Terrängen i Angostura är kuperad åt sydväst, men åt nordost är den bergig.